# Steinsdorf
Steinsdorf este o comună din landul Turingia, Germania.